# 蔣震
蔣震，大紫荊勳賢，OBE（1923年8月11日—2022年3月13日），祖籍山東。香港著名工業家，震雄集團創辦人兼集團榮譽主席，有「愛國商人」之稱:114。

## 生平
蔣震1923年出生於山東菏澤，童年時只讀過4年小學，18歲曾參加國民革命軍:114。曾參加南麻戰役。1949年，蒋震隻身南下香港，當過碼頭工人、紗廠雜工:114。蔣震曾在礦場工作。蔣震來港後，曾參加自由中國運動，到塞班島受訓，準備被空投到山東，但隨著韓戰的結束，自由中國運動亦被終結。1957年經友人介紹加入香港飛機工程工作:114。
早年曾涉足棉花生意，惟蝕錢離場，至1958年再與友人譚雄創立「震雄機器廠」:114。蔣震在香港開發出首台雙色吹瓶機，並被用來大量生產西瓜波。1966年推出首部香港設計及製造的十安士螺絲直射注塑機，因而被譽為「注塑機大王」:114。獲得香港中華廠商聯合會頒發的「最新產品榮譽獎」。1986年藉著中國內地改革開放，成為首批進駐內地的工業家，在順德組成合資企業:114。
1990年蔣震將震雄集團股份全數捐贈基金，成立蔣震工業慈善基金，為業界培育新人，至今累計捐助4億元:114。為表彰蔣震對香港工業發展貢獻卓著，於2005年獲香港特別行政區政府頒授大紫荊勳章，是香港主權移交後獲此殊榮的工業家。蔣震亦曾與中國內地和美國高等院校合作，為全國培訓逾6萬名工業科技及管理人員:114。蔣震亦曾任港事顧問。
2022年3月13日，在家人陪伴下離世，享嵩壽100歲:114，實際上是享耆壽98歲。

## 家族
蔣震同元配張俊芳育有六女一子，他們在工商界、政界各自取得不同的成就。
- 大女蔣麗華　嫁牙科醫生後定居美國，從事會計工作。
- 二女蔣麗芸　曾任全國政协委員及立法會議員[6]:114（九龍西）、民建聯成員。
- 三女蔣麗萍　曾任歌手[12]及地產界，其後轉投宗教界[13][14]。愛基金創辦人及主席。
- 四女蔣麗莉　是香港總商會成立145年來首位女主席，但她於2008年1月7日因涉嫌詐騙罪名遭香港廉政公署拘捕，8日在東區裁判法院應訊，[15]控罪包括2001年環康集團上市之時，蔣麗莉涉嫌欺騙香港聯交所，還有在招股章程涉嫌不真實陳述[16]，結果不能連任香港總商會主席之位。她於2011年6月15日在區域法院被判即時入獄3年半[17]，並於2013年3月9日出獄[18]。
- 五女蔣麗苓　是震堅實業有限公司董事總經理兼副理事長。
- 六女蔣麗苑　接手家族生意[6]:114，是震雄集團主席兼集團總裁。[19][20]
- 七子蔣志堅　是震雄集團前副主席兼前執行董事[21][22]。

## 榮譽
- 香港理工大學榮譽工程博士
- 香港中文大學榮譽社會科學博士
- 香港公開大學榮譽工商管理學博士
- 大紫荊勳章（2005年）
- 香港大學名譽科學博士（2008年3月）
- 粤港澳捐资公益事业先驱人物（2006年9月21日）[23][24]

## 外部連結
- 蔣震 將勤補拙自強 注塑機業稱王 — 文匯報，2007年11月21日（页面存档备份，存于）